# Cesset
Cesset est une commune française, située dans le département de l'Allier en région Auvergne-Rhône-Alpes.

## Géographie

### Localisation
Le village de Cesset est situé au centre du département de l'Allier, à 5,8 km à l'ouest de Saint-Pourçain-sur-Sioule, à 26,7 km au sud du bureau centralisateur du canton Souvigny et à 31,7 km au sud du chef-lieu du département Moulins. Toutefois, Vichy (24,3 km) est plus proche. Toutes ces distances s'entendent à vol d'oiseau.
Ses communes limitrophes sont :
| Laféline | Bransat | Louchy-Montfand |
|          | Cesset  | Montord         |
| Fleuriel |         | Chareil-Cintrat |

### Transports
La commune est traversée par les routes départementales 46 (Montluçon – Saint-Pourçain-sur-Sioule), 141 (vers Montord) et 280 (liaison de Fleuriel à Bransat).

### Climat
Pour des articles plus généraux, voir Climat d'Auvergne-Rhône-Alpes et Climat de l'Allier.
En 2010, le climat de la commune est de type climat océanique dégradé des plaines du Centre et du Nord, selon une étude du CNRS s'appuyant sur une série de données couvrant la période 1971-2000. En 2020, Météo-France publie une typologie des climats de la France métropolitaine dans laquelle la commune est dans une zone de transition entre le climat océanique altéré et le climat de montagne ou de marges de montagne et est dans la région climatique Centre et contreforts nord du Massif Central, caractérisée par un air sec en été et un bon ensoleillement.
Pour la période 1971-2000, la température annuelle moyenne est de 11,1 °C, avec une amplitude thermique annuelle de 16,2 °C. Le cumul annuel moyen de précipitations est de 774 mm, avec 10,6 jours de précipitations en janvier et 7,2 jours en juillet. Pour la période 1991-2020, la température moyenne annuelle observée sur la station météorologique de Météo-France la plus proche, sur la commune de Louchy-Montfand à 3 km à vol d'oiseau, est de 11,9 °C et le cumul annuel moyen de précipitations est de 740,6 mm,. Pour l'avenir, les paramètres climatiques de la commune estimés pour 2050 selon différents scénarios d'émission de gaz à effet de serre sont consultables sur un site dédié publié par Météo-France en novembre 2022.

## Urbanisme

### Typologie
Au 1er janvier 2024, Cesset est catégorisée commune rurale à habitat dispersé, selon la nouvelle grille communale de densité à 7 niveaux définie par l'Insee en 2022.
Elle est située hors unité urbaine. Par ailleurs la commune fait partie de l'aire d'attraction de Saint-Pourçain-sur-Sioule, dont elle est une commune de la couronne,. Cette aire, qui regroupe 14 communes, est catégorisée dans les aires de moins de 50 000 habitants,.

### Occupation des sols

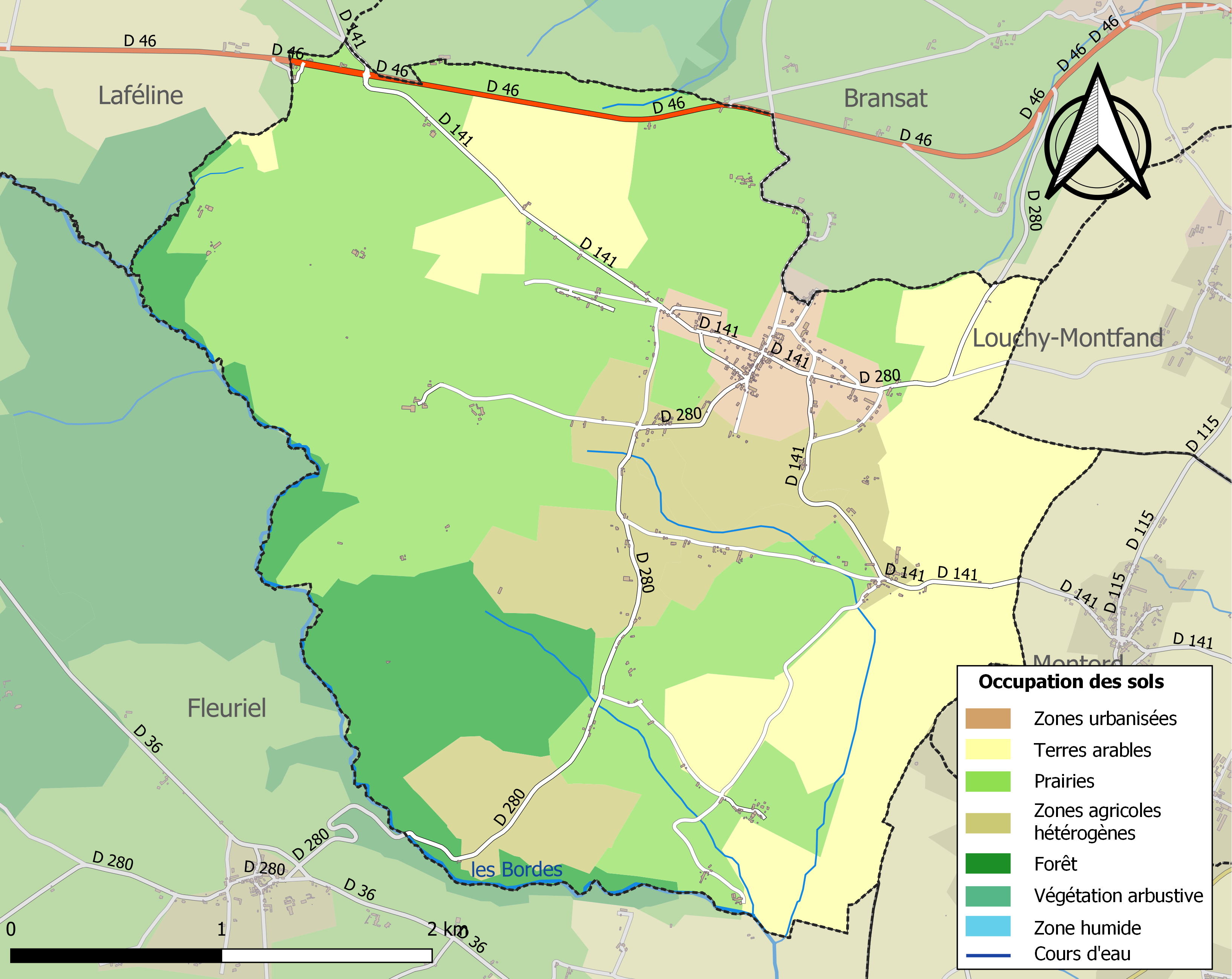
Carte des infrastructures et de l'occupation des sols de la commune en 2018 (CLC).

L'occupation des sols de la commune, telle qu'elle ressort de la base de données européenne d’occupation biophysique des sols Corine Land Cover (CLC), est marquée par l'importance des territoires agricoles (84,9 % en 2018), en diminution par rapport à 1990 (86,2 %). La répartition détaillée en 2018 est la suivante : 
prairies (46 %), terres arables (23,7 %), zones agricoles hétérogènes (15,2 %), forêts (11,6 %), zones urbanisées (3,6 %).
L'IGN met par ailleurs à disposition un outil en ligne permettant de comparer l’évolution dans le temps de l’occupation des sols de la commune (ou de territoires à des échelles différentes). Plusieurs époques sont accessibles sous forme de cartes ou photos aériennes : la carte de Cassini (XVIIIe siècle), la carte d'état-major (1820-1866) et la période actuelle (1950 à aujourd'hui).

## Histoire
Avant 1789, la commune faisait partie de l'ancienne province du Bourbonnais issu de la seigneurie de Bourbon médiévale.

## Politique et administration

### Découpage territorial
Cesset dépendait du canton de Saint-Pourçain-sur-Sioule jusqu'en mars 2015 ; à la suite du redécoupage des cantons du département, elle fait désormais partie du canton de Souvigny.
Par arrêté préfectoral du 2 janvier 2024, la commune est retirée le 1er janvier 2024 de l'arrondissement de Moulins et rattachée à l'arrondissement de Vichy.

### Liste des maires
| Période                                  | Période                   | Identité              | Étiquette | Qualité            |
| ---------------------------------------- | ------------------------- | --------------------- | --------- | ------------------ |
| Les données manquantes sont à compléter. |                           |                       |           |                    |
| mars 1977                                | mars 1995                 | Roger Louis Purseigle | DVG       | Agriculteur        |
| mars 2001                                | mars 2018                 | Guy Massé             | DVD       | Retraité           |
| 25 mars 2018                             | En cours (au 28 mai 2020) | Eliane Mézière        |           | Réélue en mai 2020 |

## Population et société

### Démographie
L'évolution du nombre d'habitants est connue à travers les recensements de la population effectués dans la commune depuis 1793. Pour les communes de moins de 10 000 habitants, une enquête de recensement portant sur toute la population est réalisée tous les cinq ans, les populations de référence des années intermédiaires étant quant à elles estimées par interpolation ou extrapolation. Pour la commune, le premier recensement exhaustif entrant dans le cadre du nouveau dispositif a été réalisé en 2008.

En 2022, la commune comptait 428 habitants, en évolution de +5,42 % par rapport à 2016 (Allier : −1,38 %, France hors Mayotte : +2,11 %).
| 1793 | 1800 | 1806 | 1821 | 1831 | 1836 | 1841 | 1846 | 1851 |
| ---- | ---- | ---- | ---- | ---- | ---- | ---- | ---- | ---- |
| 475  | 510  | 597  | 599  | 555  | 633  | 631  | 694  | 712  |

| 1856 | 1861 | 1866 | 1872 | 1876 | 1881 | 1886 | 1891 | 1896 |
| ---- | ---- | ---- | ---- | ---- | ---- | ---- | ---- | ---- |
| 685  | 703  | 692  | 706  | 768  | 778  | 775  | 733  | 766  |

| 1901 | 1906 | 1911 | 1921 | 1926 | 1931 | 1936 | 1946 | 1954 |
| ---- | ---- | ---- | ---- | ---- | ---- | ---- | ---- | ---- |
| 737  | 740  | 722  | 583  | 514  | 558  | 488  | 447  | 411  |

| 1962 | 1968 | 1975 | 1982 | 1990 | 1999 | 2006 | 2008 | 2013 |
| ---- | ---- | ---- | ---- | ---- | ---- | ---- | ---- | ---- |
| 402  | 332  | 337  | 321  | 292  | 353  | 366  | 370  | 392  |

| 2018 | 2022 | - | - | - | - | - | - | - |
| ---- | ---- | - | - | - | - | - | - | - |
| 427  | 428  | - | - | - | - | - | - | - |

### Enseignement
Cesset dépend de l'académie de Clermont-Ferrand. Elle possède une école élémentaire publique dans le village de Breuilly.
Les collégiens poursuivent leur scolarité à Saint-Pourçain-sur-Sioule, tout comme les lycéens.

## Économie
L'une des activités de la commune est la viticulture : la commune fait partie du terroir de l'AOC saint-pourçain.

## Culture locale et patrimoine

### Lieux et monuments
- Église Saint-Barthélemy. Quelques éléments romans d'origine : abside, transept et une partie du clocher. Le reste de l'église date des XVIIIe et XIXe siècles.
- Valbois, demeure datant du XIXe siècle, qui a appartenu à Valery Larbaud. Valbois se trouve à l'extrémité ouest de la commune au bout d'une longue route en cul-de-sac.
- Tour de Chenillat (XIVe siècle). Imposante tour carrée qui est le seul reste d'un château fort probablement établi sur une motte castrale, dont on voit clairement la forme circulaire et une partie du fossé.

### Personnalités liées à la commune
- Valery Larbaud, qui aimait se reposer dans sa propriété de Valbois.

### Héraldique
| Blason de Cesset | Blason  | De vair de trois tires ; au chef d'or chargé d'une grappe de raisin tigée et feuillée au naturel. |
| Blason de Cesset | Détails | Le statut officiel du blason reste à déterminer.                                                  |